# Rubber
Pour plus de détails, voir Fiche technique et Distribution.
Rubber est un film français réalisé par Quentin Dupieux et sorti en 2010.

## Synopsis
Un pneu, ayant des pouvoirs psychokinétiques, commence une frénésie meurtrière en plein désert californien. Le spectacle est joué par des comédiens et observé directement par des spectateurs. Se constitue donc une double intrigue, à la fois autour du pneu, et autour des spectateurs du pneu. Les comédiens cherchent notamment à éliminer leurs spectateurs dans le but de mettre fin à leur travail d'acteurs. Malheureusement pour les comédiens, rien ne se passe comme prévu.

## Fiche technique
- Titre : Rubber
- Réalisation : Quentin Dupieux
- Scénario : Quentin Dupieux
- Musique : Quentin Dupieux (alias Mr Oizo) et Gaspard Augé
- Montage : Quentin Dupieux
- Sociétés de production : Realitism Films - Elle Driver - Arte France Cinéma
- Société de distribution : UFO Distribution (France)
- Budget : 500 000 dollars
- Pays de production :  France
- Langue originale : anglais
- Genre : Comédie horrifique, fantastique
- Durée : 82 minutes
- Dates de sortie :
  - France : 15 mai 2010 (Festival de Cannes) ; 10 novembre 2010 (sortie nationale)

## Distribution

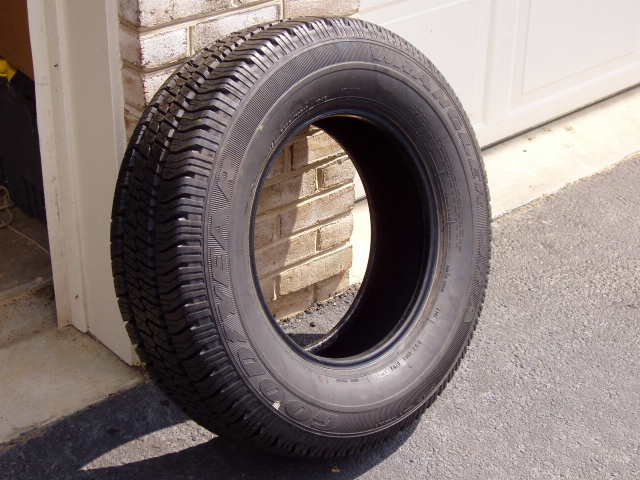
Un pneu.

- Robert : le pneu (crédité ainsi au générique)
- Roxane Mesquida (VF : Elle-même) : Sheila
- Haley Ramm : Fiona
- Stephen Spinella (VF : Lionel Tua) : le lieutenant Chad
- Thomas F. Duffy : l'adjoint Xavier
- Jack Plotnick : le comptable
- Wings Hauser : l'homme en fauteuil roulant
- Daniel Quinn : le père
- Devin Brochu : le fils
- Remy Thorne : Zach
- Courtenay Taylor : policier #2
- James Parks : policier #3
- Blake Robbins : policier #4
- David Bowe : policier #5
- Hayley Holmes : Indy
- Tara Jean O'Brien : Martina
- Pete Dicecco : Luke
- Ethan Cohn (VF : Joël Zaffarano) : fan de ciné #1
- Charley Koontz (VF : Emmanuel Curtil) : fan de ciné #2
- Pedro Winter : l'homme qui brûle des pneus
- Gaspard Augé : l'autostoppeur

## Production
Rubber est tourné à Los Angeles en 14 jours avec deux appareils photos,.
Le réalisateur choisit de faire ses trucages de manière presque entièrement mécanique. Par exemple, le pneu avance avec un  moteur et une télécommande, et les têtes qu'il explose sont des ballons de baudruches avec de l'air comprimé.

## Distinctions

### Récompense
- 2010 : Grand Prix à la Samain du cinéma fantastique de Nice

### Sélections
- Présentation en avant-première à la Semaine de la critique du Festival de Cannes le 15 mai 2010[4]
- Festival du film de Gand 2010
- Festival international du film de Rio de Janeiro 2010
- Festival international du film de Stockholm 2010
- Festival international du film de Durban 2011
- Festival International du film de Ljubljana 2011